# Режим повествования
Режимы (или типы) повествования — это избираемые автором художественного (прозаического, поэтического, драматического, кинематографического, музыкального и других) произведения способы воплощения сюжета в тексте.
Наррация («рассказывание») как процесс возможна лишь в форме того или иного режима повествования, предполагающего, помимо многих других аспектов, выбор повествовательной точки зрения (например, от первого лица, от третьего лица) и выбор «голоса» нарратора (англ. narrative voice) — техники подачи сюжетной информации, например с помощью прямого воспроизведения мыслей и чувств персонажа, создания иллюзии безусловного присутствия нарратора при всех событиях, чтения чужого письма, пересказа с чужих слов, догадок и проч. Кроме того, режим повествования предполагает конструирование идиолекта нарратора — речевых черт лица, ведущего повествование («рассказчика» или «повествователя»), от нейтрального, стёртого, «нулевого» в плане фразеологии до оригинального, настоящей речевой маски, в наиболее яркой форме воплощаемой в форме сказа, нарративная специфика которого заключается в выстраивании стилистико-дискурсивного противостояния автора и рассказчика.
В роли нарратора может выступать, например:
- вымышленный автором и интегрированный в текст рассказчик, обладающий именем, элементами биографии и т. д., но внешний по отношению к событиям, разворачивающимся в тексте (Рудый Панько в «Вечерах на хуторе близ Диканьки» Н.В.Гоголя),
- автор-повествователь («Война и мир» Л. Н. Толстого или «Мёртвые души» Н. В. Гоголя),
- один из участников событий произведения (хроникёры в романах Ф. М. Достоевского) и др.

Типы нарраторов могут резко отличаться по их способности проникать в сознание героев (одного или нескольких), по степени их осведомлённости (см. ненадёжный рассказчик), вовлечённости в события, ангажированности, эмоциональной привязанности к тем или иным персонажам, заметности для читателя, оригинальности индивидуальной речевой манеры и целому ряду других. Кроме того, в произведении может быть целая система нарраторов, более или менее эксплицитно представленных в тексте (яркий пример — «Герой нашего времени» М. Ю. Лермонтова). Нарративное пространство текста может быть организовано непоследовательно: заявленный хроникёр в ходе развития сюжета может спорадически наделяться чертами всеведущего автора («Братья Карамазовы» Ф. М. Достоевского), объективированный автор-повествователь может утрачивать доступ к сознанию своего героя и проч.

## Повествовательная точка зрения
Под повествовательной точкой зрения в художественном тексте подразумевается позиция нарратора по отношению к излагаемым событиям. Достаточно популярной в нарратологии является аналогия между ролью нарратора художественного текста и оператором в кинематографе, который может снимать с некоторой внешней точки зрения, охватывая пространство событий целиком, может быть в центре действия, держа ручную камеру, использовать несколько камер и т. д.

### Повествование от первого лица
В этом режиме повествования нарратором является рассказчик, одновременно выступающий в роли персонажа и обозначающий себя с помощью местоимения первого лица «я» или — гораздо реже — «мы» (как в «Толстой тетради» Аготы Кристоф). Обычно такой тип рассказчика дает возможность эффективно выражать скрытые и недоступные внешнему наблюдателю мысли и чувства рассказчика, открывает путь разнообразным формам самонаблюдения и рефлексии персонажа, что сближает его с дневниковым письмом. Нередко рассказчиком выступает герой, чьи мысли оказываются доступны читателю, но обычно не другим действующим лицам. Повествование от первого лица предрасполагает к конструированию нарративного идиостиля рассказчика, с особым выбором лексики, идиоматики, другими языковыми особенностями.
Повествование от первого лица может сближаться с объективированным повествованием от третьего лица, когда повествующее «я» словно не отдает себе отчёта в том, что излагает историю, и наоборот, на самом факте рассказывания может сделан акцент, если «я»-рассказчик подчёркивает, кому, зачем, когда и где он осуществляет акт наррации. Такой эксплицитный рассказчик обычно является участником описываемых событий: главным героем (Печорин в повестях «Тамань», «Княжна Мери», «Фаталист» из «Героя нашего времени» М. Ю. Лермонтова), второстепенным участником событий (Максим Максимыч из повести «Бэла» из «Героя нашего времени» М. Ю. Лермонтова), случайным свидетелем (офицер-рассказчик в повести «Максим Максимыч» из «Героя нашего времени» М. Ю. Лермонтова), последовательным хроникёром, практически не участвующим в действии (Антон Лаврентьевич Г-в из «Бесов» Ф. М. Достоевского). Также возможно совмещение и переключение этих ролей (доктор Ватсон из «Записок о Шерлоке Холмсе» совмещает роли хроникёра и второстепенного персонажа).
Фундаментальными чертами персонажа-рассказчика от первого лица являются субъективность в подаче и осмыслении событий и трактовке мотивов действий других персонажей, неполнота сведений, которыми он располагает, эксплицитный психологизм его оценок других действующих лиц. Кроме того, такой «я»-рассказчик может иметь цель ввести адресата в заблуждение или дать намеренно искажённый образ событий. «Я»-нарратив предполагает, что читатель выстраивает свой образ рассказчика и в ходе восприятия текста корректирует конструируемый рассказчиком образ реальности, восстанавливая, что «на самом деле» произошло.
Характерной приметой литературы нового времени стали повествования от нестандартного первого лица, где в роли нарраторов выступают люди с психическими нарушениями, асоциальные типы, животные и даже неодушевлённые предметы («Чёрный кот» Э. А. По, «Житейские воззрения кота Мурра» Э. Т. А. Гофмана и многие другие). Рассказы от лица животных и предметов довольно быстро стали использоваться в детской литературе (ср. «Дневник фокса Микки» Саши Чёрного).
Фигура рассказчика от первого лица накладывает и известные ограничения на авторское повествование, в частности потому, что вовлечённый в действие герой, находящийся в определённом месте в определённое время, не может достоверно знать, что происходит в другом месте, что осложняет естественное воплощение параллельных сюжетных линий. Для преодоления этих ограничений используется целых ряд сюжетных ходов, превратившихся в штампы (подслушивание разговоров, чтение чужих писем и проч.)
Для повествования от первого лица поэтому характерны высокая степень индивидуальности, субъективности изложения и одновременно ограниченность изображаемого точкой зрения повествователя, его опытом и кругозором, см., например, рассказ И. А. Бунина «Холодная осень», где рассказчица выделяет крупным планом только одно субъективно значимое для неё воспоминание и опускает целый ряд событий или максимально их «сгущает».
Долгое время в качестве терминологического обозначения этой повествовательной формы, в том числе и в работах М. М. Бахтина, использовался немецкий термин Ich-erzählung.

### Повествование во втором лице
Достаточно редкая нарративная форма, практически никогда не бывающая единственной в художественном прозаическом тексте. С ее помощью достигается контакт читателя с текстом, читатель чувствует, что сам он — персонаж внутри истории, элемент сюжета, действия:

Закрой глаза и увидишь. 
В городе, в Макарьеве, вдоль улицы Советской, высокою булыжной мостовой, брат бежал, мелькая хлещущими по лодыжкам штанинами, а ты шел за ним, быстро шел — ах, сразу не помять бы щегольски наглаженные флотские брюки!
— В «первом номере» дают! — вскинув узелок, сказала седенькая старушка, останавливаясь возле дома с распахнутым на тротуар незанавешенным окном.

Белый узелок. И ты нетерпеливо шаркнул коваными подошвами американских ботинок — резво побежал, придерживая заколотившиеся на груди две медали.— Поздышев В. А. Неотложность: Роман. – М.: Советский писатель, 1986

### Повествование от третьего лица
В произведениях, которые строятся как повествование от третьего лица, повествователь противопоставлен другим персонажам как фигура иного пространственно-временного плана, иного уровня. Он может выступать как объективный наблюдатель или всезнающий рассказчик, поэтому отличительными особенностями данного типа повествования является большая степень объективности, относительная полнота в передаче внутреннего мира других персонажей, в описании окружающей их жизни. Если в повествовании от первого лица устанавливается соотношение «речь рассказчика — речь персонажей», то в повествовании от третьего лица наблюдается подвижное соотношение «речь повествователя — субъектно-речевой план героев».

## Фокализация
Термин «фокализация» был предложен в начале 1970-х годов французским структуралистом Жераром Женеттом в качестве развития идей Ж. Пуйона и Ц. Тодорова для обозначения повествовательной перспективы и стал ключевым для нарратологии. Всего выделяется три типа фокализации, которые, впрочем, обладают динамической, текучей природой и не могут быть очерчены четко:
- нулевая фокализация (фр. focalisation omnisciente ou zéro): классический нарратив с повествователем-«богом», знающим всё о своих героях, их мысли и чувства, их прошлое, настоящее и будущее, способным присутствовать одновременно в разных местах; в текстах с нулевой фокализацией объём знаний читателя превосходит объём знаний персонажа. Пример текста с доминированием нулевой фокализации — «Война и мир» Льва Толстого.
- внутренняя фокализация (фр. focalisation interne): читателю доступен взгляд на мир исключительно с точки зрения «фокального персонажа» (фр. personnage focal), его глазами, что проявляется, в частности, в использовании дейктических и других референциальных средств. Читатель получает информацию о мире текста преломленной через призму субъективного сознания героя, неполную и отражающую его интерпретацию событий. Объём знаний читателя равен объёму знаний персонажа. Последовательная внутренняя фокализация реализуется, например, в «Романе с кокаином» М. Агеева, где сочетается с повествованием от первого лица, и в повести «Степь» А. П. Чехова в рамках объективированного повествования от третьего лица, передающего взгляд на события с точки зрения главного героя — девятилетнего мальчика Егорушки.
- внешняя фокализация (фр. focalisation externe): взгляд на героя оформляется с помощью внешней нейтрального, объективированного, безоценочного нарратива, который можно уподобить беспристрастной камере оператора-документалиста, находящегося, однако, внутри мира текста. Персонаж при этом обладает большим объёмом знаний, чем читатель. Последний может только выдвигать более или менее правдоподобные мотивировки действий героя.

В реальных художественных текстах разные типы фокализации могут формировать сложные структуры с доминированием одного из них.